# Therme Geinberg
Koordinaten: 48° 15′ 52″ N, 13° 17′ 41″ O
Das Spa Resort Geinberg ist eine Wellness- und Thermenlandschaft in der Gemeinde Geinberg im oberösterreichischen Innviertel und mit 102.000 m² die größte Therme Oberösterreichs. Durchschnittlich 1000 bis 2000 Personen besuchen die Thermenlandschaft täglich. Seit 1998 besuchten rund 8 Millionen Gäste das Thermen Resort. Die Therme Geinberg ist ein Resort der Vamed Vitality World.

## Geschichte
Bereits kurz nach 1945 gab es in Geinberg erste Ideen, den Ort als Thermal-, Kur- bzw. Badeort zu etablieren. Es dauerte jedoch mehr als 50 Jahre, bis dies tatsächlich passierte.
1974 bohrte die RAG nach Erdöl und stieß dabei in 1234 m Tiefe auf heißes Natrium-Hydrogencarbonat-Chlorid-Mineral-Schwefel-Thermalwasser. Das Bohrloch wurde wieder verschlossen, da die RAG weder zur Nutzung des Heißwasservorkommens berechtigt noch längerfristig daran interessiert war.
Mit Unterstützung des Landes Oberösterreich finanzierte eine lokale Interessengemeinschaft 1980 eine neuerliche Bohrung. Man stieß auf eine der ergiebigsten und heißesten Heilquellen Mitteleuropas.
Die Vamed Gruppe begann 1991 mit der Projektentwicklung, die 1996 abgeschlossen wurde. Im Juli 1996 erfolgte der Spatenstich zum Bau der Therme Geinberg, die am 4. Mai 1998 eröffnet wurde.
Mit 54,4 Millionen Euro Investitionsvolumen auf einem Areal von 102.000 m2 in der Gemeinde Geinberg war das Thermalzentrum damals bis zur Eröffnung die größte Baustelle Oberösterreichs.
Die Erweiterung durch ein Konferenz-Zentrum und die Saunawelt sowie der Bau der Kaskadenbecken mit Panoramahalle und -bar erfolgten im Jahr 2000.
2005 wurde die Therme durch die karibische Salzwasser-Lagune, Ruheräume und das karibische Restaurant erweitert. Später folgten das Floatarium in der Relax-Oase sowie exklusive Treatment- sowie Ruhebereiche und zusätzliche Garderoben.
2012 eröffneten ein neues Gourmet-Restaurant, ein Hamam sowie ein Villenkomplex u. a. mit Butlerservice und Wellnessbereich. 2017 wurde die Panorama Lounge, 2018 der Relax! Garten eröffnet.

## Themenbereiche
Es gibt eine Therme mit drei Wasserwelten, die Karibischen Saunawelt, die Oriental World mit Hamam, ein Vitality Spa und ein Fitness Center.